# Nukkibetsu
Der Nukkibetsu (jap. 貫気別川 Nukkibetsu-gawa) ist ein Fluss auf Hokkaidō mit einer Länge von 37 Kilometern. Er läuft von einer Quellhöhe von 490 Metern nördlich des Tōya-Sees abwärts nach Südwesten und mündet bei Hamachō (浜町) in die Uchiura-Bucht. Es liegen keine größeren Ortschaften am Fluss.

## Galerie

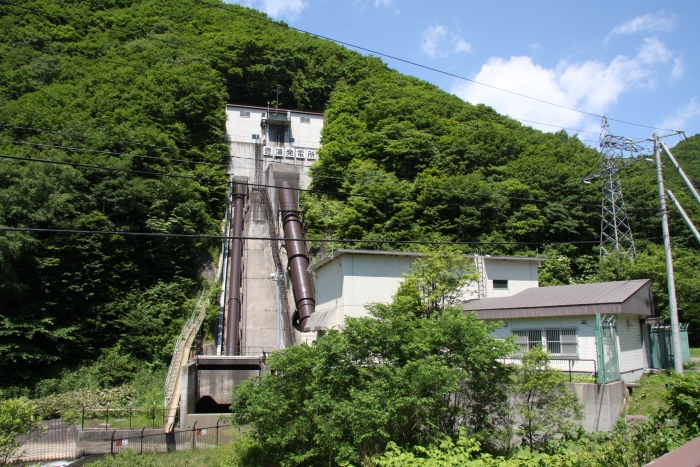
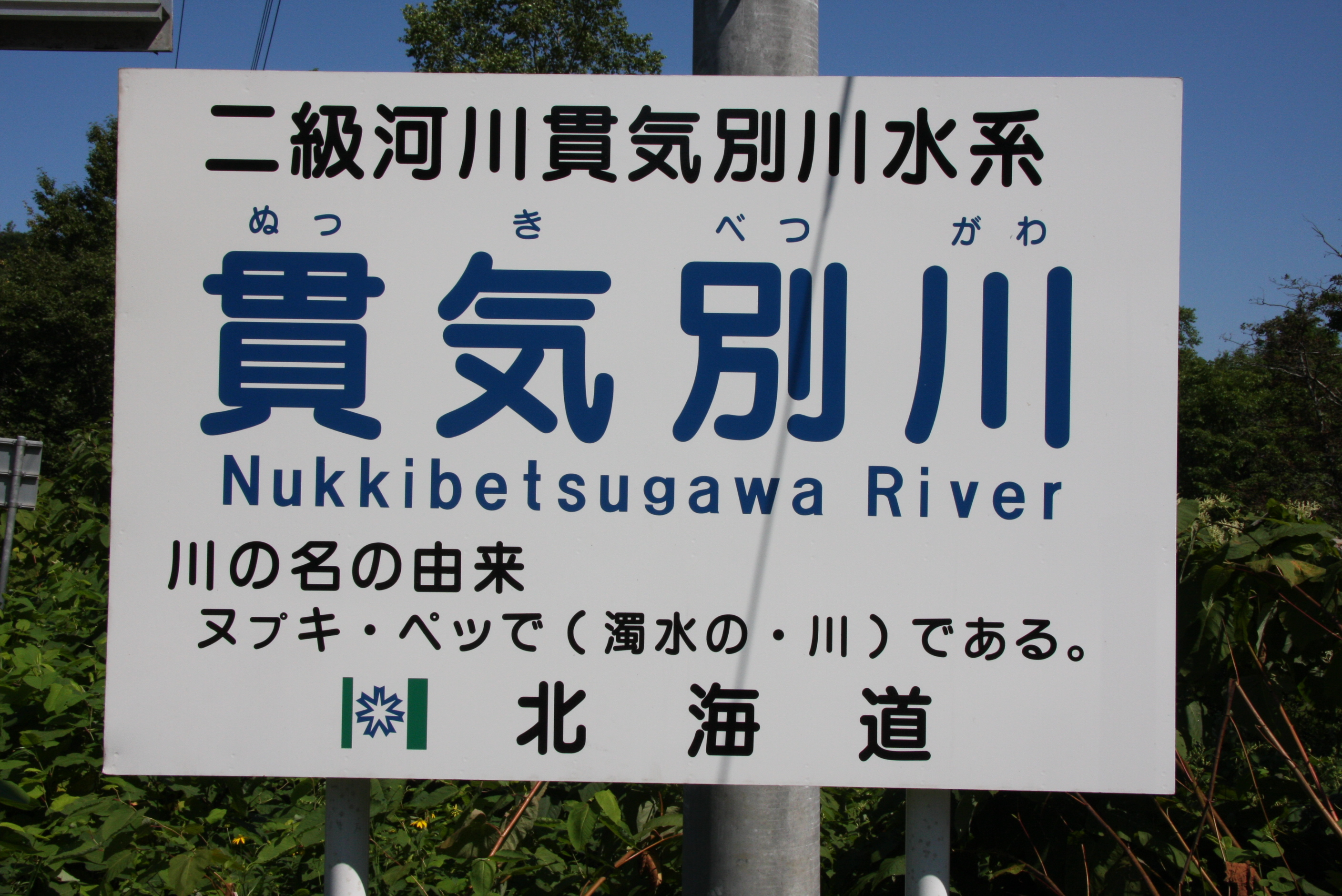